# Šarišské Sokolovce
Šarišské Sokolovce es un municipio del distrito de Sabinov en la región de Prešov, Eslovaquia, con una población estimada a final del año 2024 de 651 habitantes.
Se encuentra ubicado en el centro-oeste de la región, en el valle del río Torysa (cuenca hidrográfica del río Tisza).

## Demografía
| Año        | 1994 | 2004    | 2014    | 2024     |
| ---------- | ---- | ------- | ------- | -------- |
| Población  | 496  | 517     | 558     | 651      |
| Diferencia |      | +4,23 % | +7,93 % | +16,66 % |

| Año        | 2023 | 2024    |
| ---------- | ---- | ------- |
| Población  | 626  | 651     |
| Diferencia |      | +3,99 % |